# Данэм, Дуэйн
Дуэйн Роберт Данэм (англ. Duwayne Robert Dunham; род. 17 ноября 1952) — американский режиссёр кино и телевидения, монтажёр. Он снял фильмы «Дорога домой: Невероятное путешествие» и «Маленькие великаны», а также несколько телевизионных фильмов для телеканала «Disney Channel», среди которых — «Хэллоуинтаун», «Сын русалки», «К старту готов», «Двойная команда», «Звёздная трасса», «Тигриный рейс» и «Поверь в чудо».
Он также был монтажёром таких фильмов, как «Дикие сердцем», «Черри-2000», «Синий бархат», «Скверный сезон» и «Звёздные войны. Эпизод VI: Возвращение джедая».
За свою работу над телесериалом «Твин Пикс» Данэм выиграл премию «Эмми» в 1990 году.

## Фильмография

### Режиссёр
- Твин Пикс / Twin Peaks (1990) (телесериал) (эпизоды 2, 11, 18)
- Дорога домой: Невероятное путешествие / Homeward Bound: The Incredible Journey (1993)
- Маленькие великаны / Little Giants (1994)
- Запредельные истории: Правда или вымысел / Beyond Belief: Fact or Fiction (1997) (телесериал)
- Хэллоуинтаун / Halloweentown (1998) (телефильм)
- Сын русалки / The Thirteenth Year (1999) (телефильм)
- Санта и Пит / Santa and Pete (1999) (телефильм)
- К старту готов / Ready to Run (2000) (телефильм)
- Двойная команда / Double Teamed (2002) (телефильм)
- Звёздная трасса / Right on Tracl (2003) (телефильм)
- Тигриный рейс / Tiger Cruise (2004) (телефильм)
- Поверь в чудо / Now You See It... (2005) (телефильм)
- Звёздные войны: Войны клонов / Star Wars: The Clone Wars (телесериал, эпизоды «Стремление к миру» и «Водная война»)

### Монтажёр
- Новые американские граффити / More American Graffiti (1979) (в титрах не указан)
- Звёздные войны. Эпизод VI: Возвращение джедая / Return of the Jedi (1983)
- Скверный сезон / The Mean Season (1985)
- Синий бархат / Blue Velvet (1986)
- Черри-2000 / Cherry 2000 (1987)
- Дикие сердцем / Wild at Heart (1990)
- Твин Пикс / Twin Peaks (1990) (телесериал)
- К-11 / K-11 (2011)
- Твин Пикс / Twin Peaks (2017) (телесериал)[4]